# Тест на Холцман с мастилени петна
Тестът на Холцман с мастилени петна, измислен от Уейн Холцман, е проективен личностен тест подобен на теста на Роршах. Тестът на Холцман е изобретен, за да поправи много, ако не и всички, противоречиви резултати от теста с маслени петна на Роршах.
Тестът съдържа две алтернативни форми на 45 мастилени петна оригинално подбрани от няколко хиляди. Резултатът се основава на 22 айтема: време за реакция, отхвърляне, местоположение, пространство, неопределяне на форми, неуместност на формите, сянка, движение, патогномична вербализация, интеграция, съдържание (човешко, животинско, сексуално или абстрактно), тревожност, враждебност, пречка, проникновеност, баланс и популярност.
Изчислението отнема много дълго време, ако тестът не се прави от компютър. Тестът на Холцман се използва основно със студенти, деца и с пациенти с шизофрения, травма на главата или депресия.